# Macanan (Loceret)
Macanan is een bestuurslaag in het regentschap Nganjuk van de provincie Oost-Java, Indonesië. Macanan telt 5760 inwoners (volkstelling 2010).